# Ебер Бесса
Ебер Бесса (порт. Éber Bessa; повне ім'я — Ебер Енріке Феррейра Бесса, порт. Éber Henrique Ferreira Bessa); нар. 21 березня 1992, Белу-Оризонті, Бразилія) — бразильський футболіст, півзахисник клубу «Марітіму».

## Кар'єра
Нене почав в юнацькій команді «Крузейро» з рідного міста Белу-Оризонті. 2011 року зіграв один матч за основну команду в Серії А, проте закріпитись у клубі не зумів.
Побувавши в оренді у кількох клубах, у 2014 році, Бесса перейшов до португальського «Марітіму», за який грає і понині.